# Wanda Makuch-Korulska
Wanda Makuch-Korulska (12 octobre 1919 - 1er avril 2007) est une neurologue polonaise. Membre de la résistance polonaise, Armia Krajowa, pendant la Seconde Guerre mondiale, elle a reçu le titre de Juste parmi les nations en 1995. 

## Biographie
Wanda Makuch-Korulska naît le 12 novembre 1919, à Varsovie, la fille d'Helena et Karol Makuch. 
En 1938, elle entre à la faculté de médecine de l'Université de Varsovie. Parallèlement, elle est instructrice de cours militaires préparatoires pour les femmes au combat clandestin. 
Pendant l'occupation allemande, elle poursuit ses études à l'Université souterraine de Varsovie, Elle est également membre de la résistance polonaise Armia Krajowa (« Armée de l'intérieur », AK). Dans le cadre de son apprentissage, elle travaille dans plusieurs hôpitaux de Varsovie ce qui lui permet d'aider les juifs cachés dans la partie « aryenne » de la ville. Elle risque sa vie en entrant dans le ghetto de Varsovie pour aider Halina Walfisz, son amie de longue date. À la fin de la guerre, elle participe au soulèvement de Varsovie et reçoit la Croix de l'Armée polonaise (Krzyż Armii Krajowej).
En 1947, elle termine ses études de médecine et obtient son doctorat en 1952 à la Clinique neurologique de l'Académie médicale de Varsovie sous la direction des professeurs Adam Opalski. Sa thèse porte sur les symptômes neurologiques du syndrome de Cushing. Elle est également médecin conseil de l'ambassade américaine de Varsovie. 
Elle est nommée professeure agrégée de neurologie en 1955 et continue à travailler à la Clinique neurologique jusqu'à sa retraite en 1990. Elle collabore à des travaux en neuropathologie et co-publie des articles de recherches sur la sclérose en plaques.
Le 14 décembre 1994, Yad Vashem lui remet le titre de Juste parmi les nations.
Wanda Makuch-Korulska décède à Varsovie, le 1er avril 2007.

## Publications
- (pl) Friedman A., Owczarek-Leszek E., Makuch-Korulska W., Tomankiewicz Z., « Dystonia w przebiegu stwardnienia rozsianego » [« Dystonie en sclérose multiple »], Neurol Neurochir Pol, vol. 1, no 26,‎ 1992, p. 102‐105
- (pl) Kopeéc A., Makuch-Korulska W., Kopeć J., Tomankiewicz Z., « Badania somatosensorycznych potencjałów wywołanych (SSPW) u chorych ze stwardnieniem rozsianym (SR)--korelacje z badaniami klinicznymi » [« Potentiels somatosensoriels évoqués chez les patients atteints de sclérose en plaques »], Neurol Neurochir Pol, vol. 4-6, no 23,‎ 1989, p. 287‐293
- (pl) Hoppe B., Makuch-Korulska W., Wasilewski R., Uhrynowska M., « Ocena preparatu Decaris w leczeniu stwardnienia rozsianego » [« Decaris dans le traitement de la sclérose en plaques »], Neurol Neurochir Pol, vol. 18, no 3,‎ 1984, p. 229‐234
- (pl) Makuch-Korulska W., Iwanowski L., Tomankiewicz Z., Wasowicz B., Duma A., Saper J., « Wpływ Tolseramu na napiecie mieśniowe » [« Influence du Tolseram sur le tonus musculaire »], Neurol Neurochir Pol, vol. 4, no 5,‎ 1970, p. 543‐548
- (pl) Mazurczak J., Woyciechowska J., Makuch-Korulska W., Tomankiewicz Z., « Badanie immunoelektroforetyczne białek w surowicy krwi u chorych na stwardnienie rozsiane » [« Examens immunoélectrophorétiques des protéines sériques chez les patients atteints de sclérose en plaques »], Neurol Neurochir Pol, vol. 4, no 4,‎ 1970, p. 501‐505